# Guangzhou International Women's Open 2009
Il Guangzhou International Women's Open 2009 (conosciuto anche come TOE Life Ceramics Guangzhou International Women's Open per motivi sponsorizzazione) è stato un torneo di tennis giocato sul cemento. È stata la 6ª edizione del Guangzhou International Women's Open, che fa parte della categoria International nell'ambito del WTA Tour 2009. Si è giocato a Canton in Cina, dal 14 settembre al 20 settembre 2009.

## Partecipanti

### Teste di serie
| Nazionalità | Giocatrice              | Ranking1 | Testa di serie |
| ----------- | ----------------------- | -------- | -------------- |
| Spagna      | Anabel Medina Garrigues | 21       | 1              |
| Cina        | Jie Zheng               | 22       | 2              |
| Cina        | Peng Shuai              | 44       | 3              |
| Slovenia    | Katarina Srebotnik      | 56       | 4              |
| Israele     | Shahar Peer             | 64       | 5              |
| Bielorussia | Ol'ga Govorcova         | 65       | 6              |
| Giappone    | Ayumi Morita            | 69       | 7              |
| Italia      | Alberta Brianti         | 85       | 8              |
| Italia      | Maria Elena Camerin     | 86       | 9              |

- 1 Ranking al 31 agosto 2009.
- Jie Zheng è stata costretta al ritiro per un infortunio, così Maria Elena Camerin è diventata la testa di serie n° 9.

### Altre partecipanti
Giocatrici che hanno ricevuto una Wild card:
- Jing-Jing Lu
- Yan Zi
- Han Xinyun

Giocatrici passate dalle qualificazioni:
- Chen Yanchong
- Zhang Ling
- Chang Kai-chen
- Tat'jana Puček

Giocatrici lucky loser:
- Abigail Spears

## Campionesse

### Singolare
Shahar Peer contro  Alberta Brianti con il punteggio di 6–3 6–4

### Doppio
Ol'ga Govorcova /  Tat'jana Puček contro  Kimiko Date Krumm /  Sun Tiantian con il punteggio di 3–6 6–2 10-8